# 자카르타 엔터프라이즈 빈즈
자카르타 엔터프라이즈 빈즈(Jakarta Enterprise Beans, 구 명칭: 엔터프라이즈 자바빈즈, Enterprise JavaBeans, EJB)는 기업환경의 시스템을 구현하기 위한 서버측 컴포넌트 모델이다. 즉, EJB는 애플리케이션의 업무 로직을 가지고 있는 서버 애플리케이션이다. EJB 사양은 Java EE의 자바 API 중 하나로, 주로 웹 시스템에서 JSP는 화면 로직을 처리하고, EJB는 업무 로직을 처리하는 역할을 한다.

## EJB의 종류
EJB에는 다음 3가지 종류가 있다.
- 세션 빈 (Session Bean) : DB 연동이 필요 없음
- 엔티티 빈 (Entity Bean)
  - 데이터베이스의 데이터를 관리하는 객체
  - Insert(삽입), Update(수정), Delete(삭제), Select(조회)
  - DB 관련 쿼리는 자동으로 만들어지고 개발자는 고급 업무 처리에 집중할 수 있음
  - DB가 수정되면 코드 수정 없이 다시 배포(설정 문서 만들어서 복사)
- 메시지 구동 빈 (Message-driven Bean) : JMS로 빈을 날려줌

## 버전의 역사
| EJB 버전 | 발표            | 자바 플랫폼 | 중요한 변화                          |
| -------- | --------------- | ----------- | ------------------------------------ |
| EJB 3.2  | 2013년 5월 28일 |             |                                      |
| EJB 3.1  | 2007년 8월      | Java EE 6   | JSR 318, EJB 3.0의 사용편리성을 강화 |
| EJB 3.0  |                 | Java EE 5   | JSR 220, EJB 간략화, JPA 도입        |
| EJB 1.0  |                 |             |                                      |

## 예
다음은 EJB가 코드에 어떻게 보일 것인지에 대한 기본적인 예를 보여준다:
```
@Stateless

public
 
class
 
CustomerService
 
{

  
@PersistenceContext

  
private
 
EntityManager
 
entityManager
;

  
public
 
void
 
addCustomer
(
Customer
 
customer
)
 
{

    
entityManager
.
persist
(
customer
);

  
}

}

```

## 같이 보기
- 자바빈즈